# The Return of October
The Return of October is een Amerikaanse filmkomedie uit 1948 onder regie van Joseph H. Lewis. Destijds werd de film in Nederland uitgebracht onder de titel Oom Willie wint de derby.

## Verhaal
Terry Ramsey gelooft dat haar paard de reïncarnatie is van haar oom Willie. Hij heeft namelijk op zijn sterfbed gezegd dat hij graag terug zou keren als een renpaard dat de Kentucky Derby wint. Wanneer de familie achter het idee van Terry komt, willen ze haar gek laten verklaren om haar nalatenschap in bezit te nemen.

## Rolverdeling
| Acteur          | Personage             |
| --------------- | --------------------- |
| Glenn Ford      | Professor Bassett jr. |
| Terry Moore     | Terry Ramsey          |
| Albert Sharpe   | Vince                 |
| James Gleason   | Oom Willie            |
| Dame May Whitty | Tante Martha          |
| Henry O'Neill   | President Hotchkiss   |
| Frederic Tozere | Mitchell              |
| Samuel S. Hinds | Rechter Northridge    |
| Nana Bryant     | Nicht Therese         |
| Lloyd Corrigan  | Meester Dutton        |
| Roland Winters  | Kolonel Wood          |
| Stephen Dunne   | Professor Steward     |